# Cantón de La Gacilly
El cantón de La Gacilly era una división administrativa francesa, que estaba situada en el departamento de Morbihan y la región de Bretaña.

## Composición
El cantón estaba formado por nueve comunas:
- Carentoir
- Cournon
- Glénac
- La Chapelle-Gaceline
- La Gacilly
- Les Fougerêts
- Quelneuc
- Saint-Martin-sur-Oust
- Tréal

## Supresión del cantón de La Gacilly
En aplicación del Decreto n.º 2014-215 de 21 de febrero de 2014, el cantón de La Gacilly fue suprimido el 22 de marzo de 2015 y sus 9 comunas pasaron a formar parte del nuevo cantón de Guer.